# Шахаб Хоссейні
Шахаб Хоссейні (перс. شهاب حسینی; нар. 4 лютого 1974, Тегеран, Іран) — іранський актор. На міжнародному рівні він відомий завдяки співпраці з іранським сценаристом і режисером Асгаром Фархаді у фільмах Про Еллі (2009), Надер і Симін: Розлучення (2011) та Комівояжер (2016). Хоссейні став володарем Срібного ведмедя за найкращу чоловічу роль у фільмі Надер і Симін: Розлучення на 61-му Берлінському міжнародному кінофестивалі та Призу за найкращу чоловічу роль у фільмі Комівояжер на 69-го Каннському міжнародному кінофестивалі. .

## Біографія
Шахаб Хоссейні народився 4 лютого 1974 року і виріс в Тегерані. Він був старшим з шести дітей у сім'ї. Після отримання наукового ступеня в галузі біології, він вивчав психологію в Тегеранському університеті, який залишив з наміром емігрувати до Канади. Проте залишився вдома, де почав працювати радіоведучим в іранській телекомпанії. Хоссейні зробив свої перші кроки в шоу-бізнесі, працюючи в телевізійних шоу та невеликими ролями в телесеріалах.
Дебют Шахаба Хоссейні в кіно відбувся у 2002 році роллю у драмі «Rokhsareh». У 2009 році актор отримав премію Кришталевий Сімург Тегеранського міжнародного кінофестивалю «Фаджр» за роль у фільмі «Суперзірка» режисера Тімінеха Мілані. У тому ж році почав співпрацювати з Асгаром Фархаді, спочатку у стрічці «Про Еллі», потім у «Надер і Симін: Розлучення» (2011). За участь у другому фільм Хоссейні отримав разом з іншими виконавцями чоловічих ролей Срібного ведмедя на 61-му Берлінському міжнародному кінофестивалі.
У травня 2016 році Шахаб Хоссейні став володарем Призу за найкращу чоловічу роль у фільмі Асгара Фархіді «Комівояжер» на 69-му Каннському міжнародному кінофестивалі.

## Фільмографія (вибіркова)
| Рік  |   | Українська назва              | Оригінальна назва                | Роль         |
| ---- | - | ----------------------------- | -------------------------------- | ------------ |
| 2002 | ф |                               | Rokhsareh                        | Махан Фазрам |
| 2003 | ф | П'ята реакція                 | Vakonesh panjom                  | Маджид       |
| 2003 | ф | Свічка на вітрі               | Shami Dar Bad                    | Бабак        |
| 2008 | ф | Нілуфар                       | Niloofar                         | Азіз         |
| 2009 | ф | Про Еллі                      | Darbareye Elly                   | Ахмад        |
| 2009 | ф | Прапори замку Каве            | Parçamha e qalë e Káve           |              |
| 2010 | ф | Прогулянка в тумані           | Parse Dar Meh                    | Амін         |
| 2011 | ф | Надер і Симін: Розлучення     | Jodaeiye Nader az Simin          | Ходжат       |
| 2011 | ф | Прощавай                      | Bé omid é didar                  |              |
| 2009 | ф | Суперзірка                    |                                  |              |
| 2010 | ф | Сніг на розпеченому даху      | Barf Rooye Shirvani Dagh         | Бахман       |
| 2012 | ф | Батьківський дім              | Khaneh Pedari                    |              |
| 2013 | ф |                               | Howze Naghashi                   | Реза         |
| 2013 | ф | Тихіше... дівчатка не плачуть | Hiss Dokhtarha Faryad Nemizanand | Prosecutor   |
| 2014 | ф | П'ять зірок                   | Panj Setareh                     | Реза Вахіді  |
| 2014 | ф | Час кохати                    | Dorane Asheghi                   |              |
| 2016 | ф | Комівояжер                    | Forushande                       |              |

## Визнання

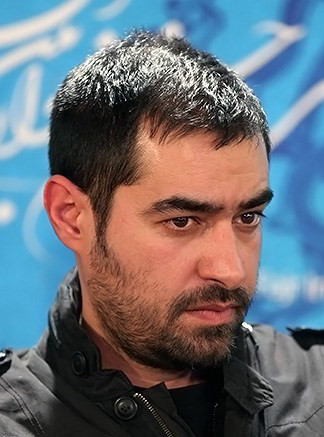
Ш. Хоссейні на 32-му Тегеранському кінофестивалі «Фаджр»

| Рік                                            | Категорія/Нагорода                              | Фільм                                                                                    | Результат | Результат |
| ---------------------------------------------- | ----------------------------------------------- | ---------------------------------------------------------------------------------------- | --------- | --------- |
| Тегеранський міжнародний кінофестиваль «Фаджр» |                                                 |                                                                                          |           |           |
| 2009                                           | Кришталевий Сімург найкращому акторові          | суперзірка                                                                               | Перемога  |           |
| 2011                                           | Почесний диплом найкращому актору другого плану | Надер і Симін: Розлучення                                                                | Перемога  |           |
| 2015                                           | Кришталевий Сімург найкращому акторові          | Час кохати                                                                               | Номінація |           |
| Берлінський міжнародний кінофестиваль          |                                                 |                                                                                          |           |           |
| 2011                                           | Срібний ведмідь найкращому актору               | Надер і Симін: Розлучення (разом з Пейманом Моаді, Бабаком Карімі і Алі-Асгаром Шахбазі) | Перемога  |           |
| Каннський міжнародний кінофестиваль            |                                                 |                                                                                          |           |           |
| 2016                                           | Призу за найкращу чоловічу роль                 | Комівояжер                                                                               | Номінація |           |